# Аверлингене, Антонина Зеноновна
Антонина Зеноновна Аверлингене — советский литовский хозяйственный деятель, Герой Социалистического Труда.

## Биография
Родилась в 1920 году в Шяуляе.
В 1938—1946 — работница Шяуляйской кожевенно-обувной фабрики.
В 1946—1969 — отделочница, бригадир хромоотделочного цеха кожевенно-обувного комбината «Эльняс» Литовского совнархоза, затем — Министерства лёгкой промышленности Литовской ССР.
Указом Президиума Верховного Совета СССР от 7 марта 1960 года присвоено звание Героя Социалистического Труда с вручением ордена Ленина и золотой медали «Серп и Молот».
Депутат Совета Национальностей Верховного Совета СССР 4-го созыва от Литовской ССР.
Умерла в 1977 году в Шяуляе.

## Награды и звания
- Герой Социалистического Труда (07.03.1960)
- Орден Ленина (07.03.1960)